# Чон Кон Джу
У цьому корейському імені прізвище (Чон) стоїть перед особовим ім'ям.
Чон Кон Джу (кор. 정건주; нар. 26 травня 1995) — південнокорейський актор. Він знявся в кількох вебдрамах, перш ніж знятися у телесеріалах.

## Кар'єра
У 2017 році Чон Кон Джу підписав ексклюзивний контракт з JYP Entertainment і знявся в кліпі «I Like You» виконавця DAY6. Його акторський дебют відбувався у вебдрамі «Квітка назавжди» платформи Playlist, що вийшла у 2018 році та є продовженням вебсеріалу «Музика кохання». У тому ж році Кон Джу отримав головну роль у вебсеріалі «ЧОМУ», де зіграв невинного чоловіка, що не може забути своє перше кохання. Крім того, він зіграв у серіалі «Подавіться, босе 2» каналу JTBC та в одноактній драмі «Спеціальна драма KBS: Тунець і дельфін» каналу KBS2.
У 2019 році Кон Джу приєднався до агентства Blossom Entertainment і знявся в одній із головних ролей у серіалі «Надзвичайна ти», що заснований на вебтуні «Липень, що знайдено випадково». У тому ж році він знявся у продовженні вебсеріалу «Квітка назавжди», «Найкращий кінець», де повернувся до своєї ролі Чхве Уна.
У 2020 році Чон Кон Джу зіграв головну роль у романтично-комедійному телесеріалі «О моя крихітка» каналу tvN, де зіграв разом із Чан На Ра, Ко Джуном та Пак Пьон Ином. У 2021 році він зробив камео у серіалі «Справжня краса» у ролі Рю Хьон Джін. Пізніше того року Кон Джу знявся у серіалі «Щомісячний журнал „Дім“» каналу JTBC, що розповідає про будівництво будинку, де чоловік купує будинок, а жінка в ньому живе.
У 2023 році Чон Кон Джу знявся у історично-комедіному телесеріалу «Таємний прихисток романтиків» каналу SBS, де зіграв роль квіткового вченого. У тому ж році актор зробив свій дебют на великому екрані, знявшись у фільмі «Підбирання».

## Особисте життя
Кон Джу відслужив обов'язкову військову службу у віці 21 року під час навчання в університеті. Крім того, він має ліцензію бариста, яку отримав на основі свого досвіду роботи у кав'ярні по графіку неповного робочого дня.

## Фільмографія

### Фільми
| Рік  | Назва        | Роль       | Замітки         | Прим.  |
| ---- | ------------ | ---------- | --------------- | ------ |
| 2023 | «Підбирання» | Чон Кан Хо | Другорядна роль | [ 12 ] |

### Телесеріали
| Рік  | Назва                                    | Роль                                        | Замітки             | Мережа | Прим.  |
| ---- | ---------------------------------------- | ------------------------------------------- | ------------------- | ------ | ------ |
| 2018 | «Може ми спершу поцілуємося?»            | Людина у місці відпочинку на автомагістралі | Незначна роль       | SBS    | [ 14 ] |
| 2018 | «Подавіться, босе 2»                     | Інтерн                                      | Другорядна роль     | JTBC   | [ 4 ]  |
| 2018 | «Третій шарм»                            | О Мін Джун (МД)                             | Камео               | JTBC   | [ 15 ] |
| 2018 | «Спеціальна драма KBS: Тунець і дельфін» | Чу У Джін                                   | Одноактна драма     | KBS2   | [ 5 ]  |
| 2019 | «Надзвичайна ти»                         | Лі То Хва                                   | Головна роль        | MBC    | [ 6 ]  |
| 2020 | «О моя крихітка»                         | Чхве Кан Иттим                              | Головна роль        | tvN    | [ 8 ]  |
| 2021 | «Справжня краса»                         | Рю Хьон Джін                                | Камео (серія 7)     | tvN    | [ 9 ]  |
| 2021 | «Щомісячний журнал „Дім“»                | Сін Ґьом                                    | Головна роль        | JTBC   | [ 10 ] |
| 2022 | «Три відважних братів і сестер»          | актор                                       | Камео (серії 11–12) | KBS2   | [ 16 ] |
| 2023 | «Таємний прихисток романтиків»           | Чон Ю Ха/Лі Ґьом                            | Головна роль        | SBS    | [ 11 ] |

### Вебсеріали
| Рік  | Назва                        | Роль                           | Замітки         | Платформа | Прим.  |
| ---- | ---------------------------- | ------------------------------ | --------------- | --------- | ------ |
| 2018 | «Квітка назавжди»            | Чхве Ун                        | Головна роль    | Playlist  | [ 17 ] |
| 2018 | «Вісімнадцять»               | пан Чхве (вчитель фізкультури) | Камео (серія 6) | Playlist  | [ 18 ] |
| 2018 | «ЧОМУ»                       | Чха Йон У                      | Головна роль    | Playlist  | [ 3 ]  |
| 2019 | «Найкращий кінець»           | Чхве Ун                        | Головна роль    | Playlist  | [ 7 ]  |
| 2020 | «Знову кінець»               | Чхве Ун                        | Камео           | Playlist  | [ 7 ]  |
| 2022 | «Поцілунок шостого відчуття» | Колишній хлопець Є Суль        | Камео (серія 1) | Disney+   |        |

### Вебшоу
| Рік  | Назва              | Роль                       | Замітки          | Мережа | Прим.  |
| ---- | ------------------ | -------------------------- | ---------------- | ------ | ------ |
| 2018 | «Хто цей хлопчик?» | Учасник акторського складу | Studio Lulu Lala | JTBC   | [ 19 ] |

### Музичні відео
| Рік  | Назва                     | Виконавець | Прим.  |
| ---- | ------------------------- | ---------- | ------ |
| 2017 | «I like you» (좋아합니다) | DAY6       | [ 20 ] |

## Нагороди та номінації
| Церемонія нагородження | Рік  | Категорія             | Номінант / Робота | Результат | Прим.         |
| ---------------------- | ---- | --------------------- | ----------------- | --------- | ------------- |
| Премія MBC драма       | 2019 | Найкращий новий актор | «Надзвичайна ти»  | Номінація | [ 21 ] [ 22 ] |